# Gimnastyka na Letnich Igrzyskach Olimpijskich 1924
Wyniki zawodów gimnastycznych, które odbyły się podczas LIO 1924.
Zawody odbyły się między 17 a 20 lipca 1924 r. Wzięło w nich udział 72 sportowców (sami mężczyźni) z 9 krajów.

## Medaliści
| Konkurencja                 | | | |
| --------------------------- | --- | --- | --- |
| Wielobój indywidualnie      | Leon Štukelj | Robert Pražák | Bedřich Šupčík |
| Wielobój drużynowo          | Włochy Luigi Cambiaso Mario Lertora Vittorio Lucchetti Luigi Maiocco Ferdinando Mandrini Francesco Martino Giuseppe Paris Giorgio Zampori | Francja · Eugène Cordonnier · Léon Delsarte · François Gangloff · Jean Gounot · Arthur Hermann · Alphonse Higelin · Joseph Huber · Albert Séguin | Szwajcaria · Hans Grieder · August Güttinger · Jean Gutweniger · Georges Miez · Otto Pfister · Antoine Rebetez · Carl Widmer · Josef Wilhelm |
| Skok przez konia wzdłuż     | Frank Kriz | Jan Koutný | Bohumil Mořkovský |
| Ćwiczenia na poręczach      | August Güttinger | Robert Pražák | Giorgio Zampori |
| Ćwiczenia na drążku         | Leon Štukelj | Jean Gutweniger | Alphonse Higelin |
| Ćwiczenia na kółkach        | Francesco Martino | Robert Pražák | Ladislav Vácha |
| Ćwiczenia na koniu z łękami | Josef Wilhelm | Jean Gutweniger | Antoine Rebetez |
| Wspinanie po linie          | Bedřich Šupčík | Albert Séguin | Ladislav Vácha August Güttinger |
| Skok przez konia wszerz     | Albert Séguin | François Gangloff Jean Gounot | – |

## Klasyfikacja medalowa
| Klasyfikacja medalowa | Klasyfikacja medalowa | Klasyfikacja medalowa | Klasyfikacja medalowa | Klasyfikacja medalowa | Klasyfikacja medalowa |
| --------------------- | --------------------- | --------------------- | --------------------- | --------------------- | --------------------- |
| Miejsce               | Reprezentacja         | Złoto                 | Srebro                | Brąz                  | Razem                 |
| 1.                    | Szwajcaria            | 2                     | 2                     | 3                     | 7                     |
| 2.                    | Włochy                | 2                     | 0                     | 1                     | 3                     |
| 3.                    | Królestwo SHS         | 2                     | 0                     | 0                     | 2                     |
| 4.                    | Czechosłowacja        | 1                     | 4                     | 4                     | 9                     |
| 5.                    | Francja               | 1                     | 4                     | 1                     | 6                     |
| 6.                    | Stany Zjednoczone     | 1                     | 0                     | 0                     | 1                     |